# Янишевский, Степан Павлович
Степан Павлович Янишевский (укр. Степан Павлович Янішевський; псевдонимы: «Дальний», «Богослов», «Тома», «Юрий») — деятель украинского националистического движения, поручик УПА, краевой референт СБ ОУН Восточного края "Одесса" (2-я пол. 1944 - август 1948), одновременно краевой проводник Восточного края "Одесса" (конец 1945 - август 1948).

## Биография
Окончил гимназию в Перемышле (до 1935). Учился в Станиславской духовной семинарии, на учительских курсах. Преподавал историю в школах.
Член ОУН с 1941 года.
С началом германо-советской войны в составе походных групп ОУН попал в Винницкую область. Свою деятельность там начал заведующим конторой «Заготскот» в Могилеве-Подольском. В ноябре 1941 пошёл на службу в вспомогательную полицию. Впоследствии стал заместителем руководителя уголовно-административного отдела, а с февраля 1942 г. заместителем начальника криминальной полиции г. Винницы.
С осени 1942 года стал членом Винницкого областного провода ОУН(б), которым в то время руководил Николай Козак («Смок»).
С марта 1943 — референт СБ УПА-Север, временно исполнял обязанности командующего округом ВО «Заграва». Основным направлением его деятельности стало создание службы безопасности, которая следила за тем, чтобы в УПА не проникали шпионы и агенты.
В конце 1945 г. руководитель СБ краевого провода ОУН(б) на Северо-Западных украинских землях (ПЗУЗ) Николай Козак, подозревая Янишевского в связях с МГБ, принял решение тайно арестовать его. В результате внутреннего конфликта 5 декабря 1945 г. Янишевский создал альтернативный Северо-Восточному краевой провод ОУН(б) «Одесса». По разным данным, он имел в подчинении примерно 130—200 подпольщиков (на сегодняшний день их точное количество историками еще не установлено). Они основывались на значительной части Ровенской и Житомирской областей, а также распространяли свою деятельность на соседние территории. В междоусобных столкновениях между двумя краевыми проводами погибли более 120 бойцов ОУН.
Лишь по неполным данным следователей МГБ, подчиненные Янишевскому боевики с 1944 по август 1948 совершили 782 теракта и уничтожили 1553 советских активистов или заподозренных в просоветских симпатиях людей (преимущественно на Ровенщине). Было пущено под откос не менее 14 товарных и пассажирских поездов и один бронепоезд.
По инициативе С. Янишевского в 1947 году было создано подполье ОУН(б) в Киеве.
Янишевский занимался организацией боевых и пропагандистских рейдов в Центральную Украину. Их начинали в Ровенской или Житомирской области, затем осуществляли многокилометровые переходы на территорию Киевской, Кировоградской, Черкасской, Полтавской, Черниговской и других областей.
12 августа 1948 года в Сосновском районе Ровенской области в результате действий опергруппы МГБ, действующей под видом бандеровцев, захвачен в плен.
Суд над Степаном Янишевским долго откладывался, потому что чекисты стремились максимально использовать его для своих целей. Допросы Янишевского продолжались три года, у него выспрашивали подробности деятельности подпольщиков, чтобы лучше ориентироваться в ситуации. Кроме того, в 1948-51 гг. он участвовал в опознавании погибших членов ОУН(б) в Ровенской области. В частности, в феврале 1948 г. он принимал участие в опознании убитого чекистами Николая Козака-"Смока". Также он давал уточняющие свидетельства о разных арестованных подпольщиках, с ними ему устраивали очные ставки.
28 августа 1951 года военный трибунал Прикарпатского ВО приговорил Янишевского («Дальнего») к расстрелу. 29 ноября приговор приведён в исполнение в городе Ровно.